# Kruppach (Engelthal)

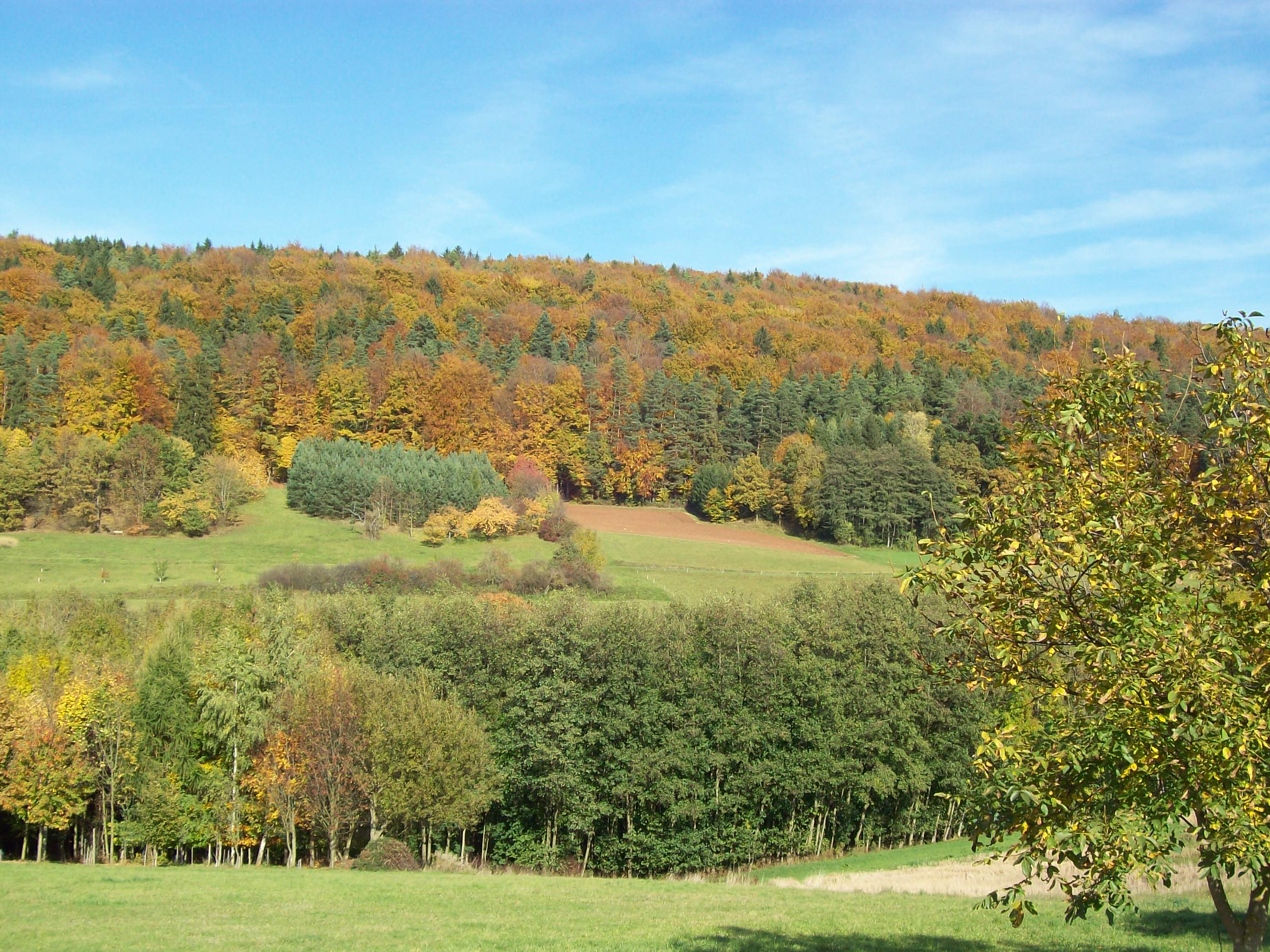
Das Kruppachtal unterhalb des Dorfes

Kruppach ist ein Gemeindeteil der Gemeinde Engelthal im Landkreis Nürnberger Land (Mittelfranken, Bayern). Die Gemarkung Kruppach hat eine Fläche von 4,413 km². Sie ist in 957 Flurstücke aufgeteilt, die eine durchschnittliche Flurstücksfläche von 4611,09 m² haben. In ihr liegt neben dem namensgebenden Ort der Gemeindeteil Prosberg.

## Geografie
Das Dorf Kruppach ist ein im südwestlichen Bereich der Hersbrucker Alb im tief eingeschnittenen Tal der Kruppach, eines rechten Zuflusses des Hammerbachs. Die Kreisstraße LAU 7 führt dem Tal entlang nach Engelthal (2,3 km westlich) bzw. nach Deckersberg (1,7 km östlich).

## Geschichte
Mit dem Gemeindeedikt (frühes 19. Jahrhundert) wurde Kruppach dem Steuerdistrikt Offenhausen zugewiesen. Zugleich entstand die Ruralgemeinde Kruppach. Sie unterstand in Verwaltung und Gerichtsbarkeit dem Landgericht Altdorf. Erst später wurde Prosberg von Offenhausen nach Kruppach umgemeindet. Im Zuge der Gebietsreform in Bayern wurde die Gemeinde am 1. Mai 1978 nach Engelthal eingegliedert.

## Baudenkmäler
In Kruppach befinden sich mit je einem aus dem 18. bzw. 19. Jahrhundert stammenden ehemaligen Wohnstallhäusern zwei Baudenkmäler.